# Baratang
Baratang – wyspa w Andamanach o powierzchni ok. 238 km². Jest jedną z głównych wysp Wielkiego Andamanu. Andaman Środkowy leży na północy, a na południu Andaman Południowy. Wyspy Archipelagu Ritchie leżą około 20 km na wschód. Port Blair – stolica indyjskiego Terytorium Andamanów i Nikobarów leży około 100 km na południe.
Wyspa położona pomiędzy 12°03′26″N 92°44′21″E/12,057222 92,739167 oraz 12°19′02″N 92°53′32″E/12,317222 92,892222.
Tylko na wyspie Baratang znaleźć można przykłady wulkanów błotnych, które wybuchały sporadycznie – ostatnio w roku 2005, przypuszczalnie połączone to było z trzęsieniem ziemi w roku 2004 na Oceanie Indyjskim. Poprzedni większy wybuch zarejestrowany był 18 lutego 2003.
W tym obszarze są również inne wulkany. Na wyspie Barren jedyny czynny wulkan w Azji Południowej i wulkan Narcondam, uważany za wulkan drzemiący.
Na wyspie znajdują się również jaskinie wapienne.
Wyspa posiada stałą komunikację szybkimi łodziami z Port Blair.